# Józef Dechnik
Józef Dechnik (ur. 26 stycznia 1910 w Krzeszowie Górnym, zm. 23 listopada 1983 w Biłgoraju) – polski polityk komunistyczny, działacz społeczny, w okresie okupacji niemieckiej członek komunistycznego ruchu oporu. Poseł na Sejm Ustawodawczy oraz na Sejm PRL I, IV i V kadencji. Budowniczy Polski Ludowej.

## Życiorys

### Pochodzenie i działalność do 1944
Pochodził z ubogiej rodziny chłopskiej. Był synem Antoniego Dechnika z Krzeszowa Górnego w powiecie biłgorajskim. W 1928 wyemigrował do Argentyny, gdzie pracował na kolei i przy wyrębie lasów. Tam nawiązał pierwsze kontakty z ruchem komunistycznym. W 1931, po śmierci ojca, wrócił do Polski.
W latach 1931–1939 działał w Komunistycznej Partii Polski. Współtworzył komórki partyjne w Biłgoraju. 15 maja 1933 za działalność komunistyczną został aresztowany przez Policję Państwową, jednak zbiegł z aresztu wraz z dwoma innymi biłgorajskimi komunistami, Aleksandrem Bełżkiem i Stanisławem Brzyskim. Rok później został ponownie aresztowany i skazany przez Sąd Okręgowy w Zamościu na 4 lata więzienia. Karę odbywał w latach 1933–1936, m.in. w Miejscu Odosobnienia w Berezie Kartuskiej.
W okresie okupacji niemieckiej udało mu się zbiec podczas próby aresztowania przez Niemców. Od tego czasu ukrywał się, jednocześnie utrzymując kontakty z komunistycznym ruchem oporu. W tym czasie był też jednym z organizatorów Polskiej Partii Robotniczej na terenie okupowanego powiatu biłgorajskiego.

### Kariera polityczna w latach 1944–1975

#### Pierwsze lata po wojnie (1944–1953)
W 1944, po wkroczeniu Armii Czerwonej do Biłgoraja i po ogłoszeniu manifestu lipcowego PKWN, aktywnie włączył się w walkę przeciwko antykomunistycznemu podziemiu. 2 maja 1945 jako wartownik Powiatowego Urzędu Bezpieczeństwa Publicznego w Biłgoraju brał udział w obronie budynku przed atakiem oddziału mjr. Bolesława Boruty ps. „Hanicz”.
Był zaangażowany w proces przejęcia władzy przez Polski Komitet Wyzwolenia Narodowego na terenie województwa lubelskiego. W 1944 został I sekretarzem Komitetu Powiatowego PPR w Biłgoraju, a w 1947 w Zamościu. W latach 1949–1950 był członkiem Komitetu Wojewódzkiego Polskiej Zjednoczonej Partii Robotniczej w Lublinie. Ponadto w latach 1948–1954 należał do Centralnej Komisji Kontroli Partyjnej PZPR w Warszawie.
W okresie 1948–1949 był prezesem Wojewódzkiego Zarządu Związku Samopomocy Chłopskiej w Lublinie, natomiast w latach 1951–1953 przewodniczącym Zarządu Głównego Związku Zawodowego Pracowników Rolnych w Warszawie.
W latach 1947–1952 był posłem na Sejm Ustawodawczy z ramienia PPR i od 1948 PZPR. W latach 1949–1951 uczęszczał do dwuletniej szkoły partyjnej przy Komitecie Centralnym PZPR w Warszawie. W 1952 został posłem na Sejm PRL I kadencji.

#### Praca w Olsztynie (1953–1956)
W 1953 został przeniesiony do Olsztyna, gdzie przynależał do Komitetu Wojewódzkiego PZPR. Ponadto pełnił tam rolę sekretarza rolnego partii. W 1956 na prośbę działaczy partyjnych z Biłgoraja zdecydował się wrócić do poprzedniego miejsca działalności.

#### Działalność w Biłgoraju (1956–1975)

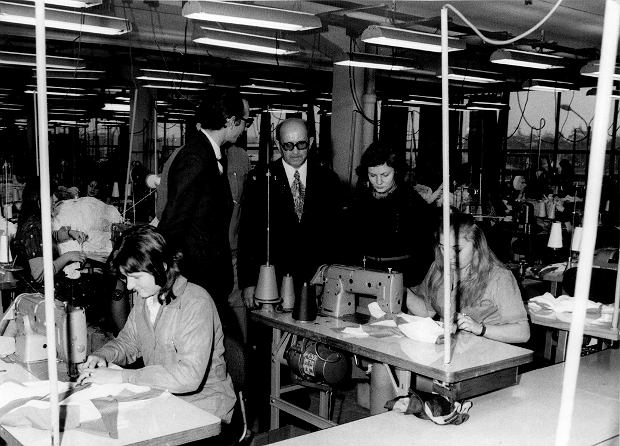
Józef Dechnik na terenie Zakładów Przemysłu Dziewiarskiego "Mewa" w Biłgoraju

W 1956 ponownie objął stanowisko I sekretarza Komitetu Powiatowego PZPR w Biłgoraju. Funkcję tę pełnił do 1974. Jednocześnie w latach 1967–1971 był członkiem egzekutywy Komitetu Wojewódzkiego PZPR w Lublinie. 16 listopada 1962 został członkiem Komitetu Centralnego PZPR, w ten sposób awansując do grupy najbardziej wpływowych osób w państwie. W latach 1965–1972 ponownie był posłem, zasiadałc w Sejmie PRL IV i V kadencji.
W latach 1956–1974, wykorzystując swoje wpływy, doprowadził do znacznej rozbudowy Biłgoraja. Miasto zostało zindustrializowane i stało się jednym z wiodących ośrodków przemysłu lekkiego w Polsce. Szczytowy okres działalności Józefa Dechnika na tym polu to lata 60. i początek lat 70. XX wieku. W tym czasie powstały w mieście Zakłady Przemysłu Dziewiarskiego "Mewa", które zatrudniały niemal 5 tys. osób. Ponadto utworzono Biłgorajskie Zakłady Naprawy Samochodów, Przedsiębiorstwo Budownictwa Kolejowo-Drogowego, a także mniejsze przedsiębiorstwa, zajmujące się głównie przemysłem budowlanym i przemysłem drzewnym. W 1964 inicjatywa Dechnika doprowadziła do remontu kolei wąskotorowej Zwierzyniec – Biłgoraj, a w 1971 do budowy nowej linii kolejowej nr 66 (Zwierzyniec – Biłgoraj – Stalowa Wola). Omawiany okres charakteryzował się też znacznymi inwestycjami w szkolnictwo, budownictwo mieszkaniowe i infrastrukturę drogową w mieście.
Niepowodzeniem zakończyły się jego starania o to, aby w trakcie wdrażania reformy administracyjnej kraju w 1975 umieścić w Biłgoraju siedzibę nowego województwa. Miastem wojewódzkim obrano wówczas sąsiedni Zamość, tworząc w ten sposób województwo zamojskie.

### Ostatnie lata życia (1975–1983)
Niepowodzenia z lat 70. XX wieku zaważyły na ostatnich latach życia Józefa Dechnika. Momentem kulminacyjnym był wybuch zamieszek w Polsce w 1976. Wiadomości o podwyżkach cen i strajkach robotniczych doprowadziły do załamania psychicznego polityka, który podjął wówczas próbę samobójczą. Oddał do siebie strzał ze służbowego pistoletu, jednak po akcji lekarskiej udało się go uratować. Oficjalny komunikat Komitetu Miejskiego PZPR w Biłgoraju mówił o wypadku przy czyszczeniu broni. Próba samobójstwa znanego działacza w napiętym okresie strajków odbiła się szerokim echem w kraju szczególnie po nagłośnieniu tego faktu przez Radio Wolna Europa.
W ostatnich latach życia stopniowo wycofywał się z działalności politycznej. W rozmowie z jednym z biłgorajskich lekarzy wyraził rozczarowanie polityką państwa i swoją dawniejszą wiarą w komunizm. Mówił też, że "my [tzn. komuniści] zrobiliśmy błąd, że walczyliśmy z Bogiem, bo z Bogiem nikt nie wygra".
Zmarł w Biłgoraju 23 listopada 1983 i został pochowany w kwaterze zasłużonych cmentarza przy ul. Lubelskiej w tym mieście. Razem z nim w grobie spoczywa żona Agata (1918–1991). Na tablicy nagrobnej obok personaliów umieszczono krzyż łaciński oraz zdanie żył i pracował dla ludzi.

## Kontrowersje

### Różnice w ocenie dorobku
Osoby pozytywnie oceniające dorobek Józefa Dechnika zaznaczają jego duży patriotyzm lokalny i znaczny udział w odbudowie Biłgoraja ze zniszczeń wojennych. Wielokrotnie podkreśla się jego osobistą skromność, bezinteresowność, pracowitość, dążenie do porozumienia i umiejętność angażowania ludzi.
Otwarta krytyka postaci Józefa Dechnika jest obecna od czasu transformacji ustrojowej w 1989. Jego przeciwnicy, często związani z prawicowymi środowiskami politycznymi, zwracają uwagę, że był on członkiem organizacji komunistycznych działających na szkodę państwa polskiego, do których zalicza się przede wszystkim Komunistyczna Partia Polski. Zaznacza się też, że był funkcjonariuszem zbrodniczej formacji, jaką było Ministerstwo Bezpieczeństwa Publicznego. Krytycy Józefa Dechnika twierdzą także, iż znaczne inwestycje w Biłgoraju były związane z głównie z szerokimi wpływami politycznymi tego działacza i mogły się odbywać kosztem innych, mniej ustosunkowanych miast. Inni uważają, że jego zasługi są wyolbrzymiane przy jednoczesnym pomniejszaniu efektów pracy innych współczesnych mu osób.

### Upamiętnienie

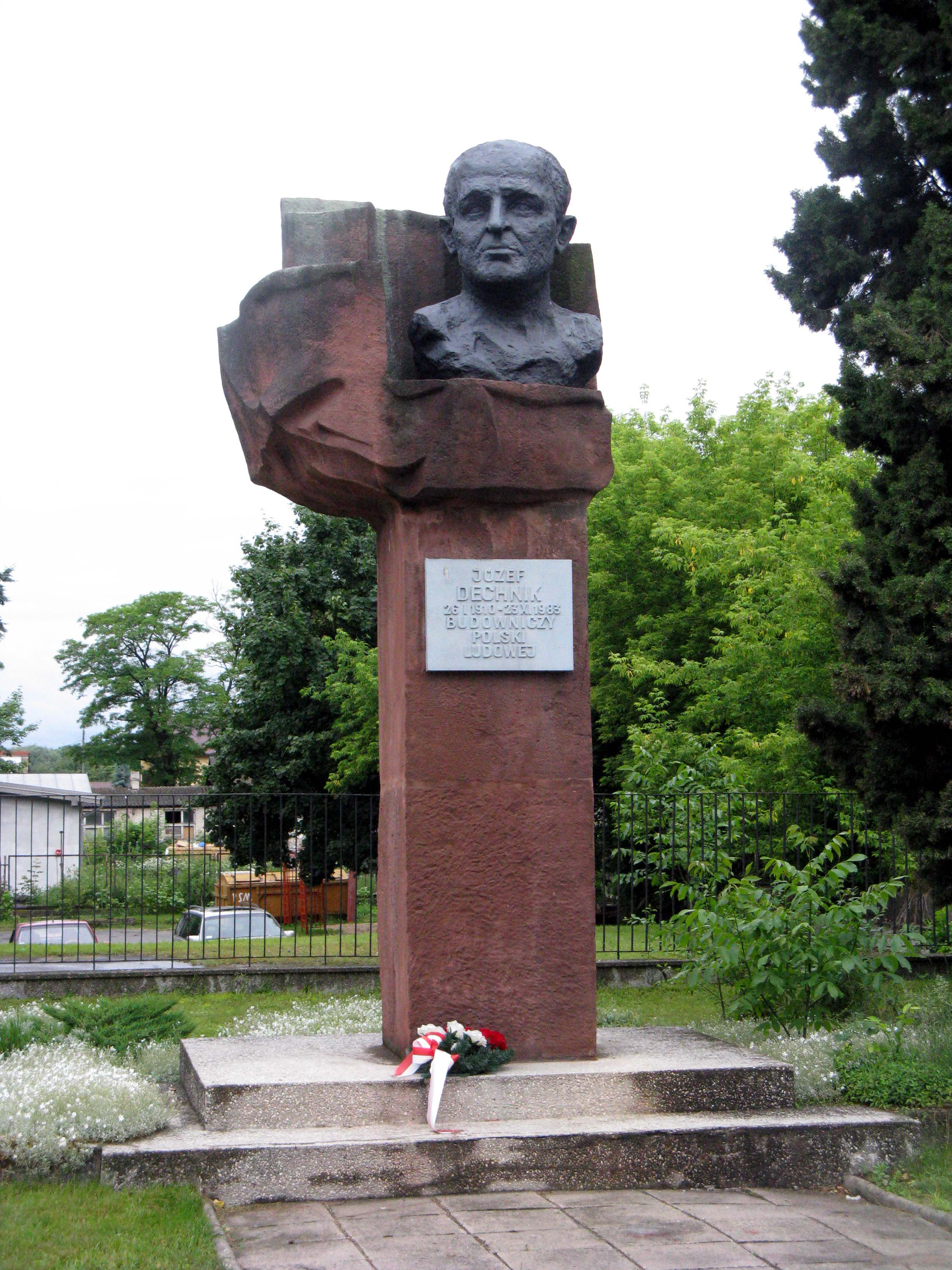
Pomnik Józefa Dechnika w Biłgoraju przed zmianą treści napisu na tablicy

Do początku lat 90. XX wieku jedna z głównych ulic Biłgoraja nosiła imię Józefa Dechnika. Obecnie jest to ulica Krzeszowska. Ulica Józefa Dechnika znajdowała się też w Tarnogrodzie, jednak w 2017 na mocy tzw. ustawy dekomunizacyjnej jej nazwa została zmieniona.
Imię Józefa Dechnika nosił też Zespół Szkół Budowlanych i Ogólnokształcących w Biłgoraju. Nazwę tę zniesiono w 2019 również na mocy tzw. ustawy dekomunizacyjnej. 
W 2017 Józefowi Dechnikowi nadano pośmiertny tytuł „Zasłużonego dla Miasta Biłgoraj”. Zwolennikiem takiego uhonorowania był m.in. burmistrz Janusz Rosłan, powołujący się na opinię znacznej części mieszkańców. Decyzja wywołała sprzeciw części radnych miasta, którzy mówili, że Dechnik był członkiem Komunistycznej Partii Polski – zbrodniczej organizacji, której głównym celem była rewolucja socjalna, która wiązała się z likwidacją państwa polskiego. Przeciwko nadaniu tego tytułu protestował też poseł Prawa i Sprawiedliwości Marcin Duszek.
Józef Dechnik jest pierwowzorem postaci Józwy z noweli Klamra autorstwa Urszuli Kozioł. W 2019 Biłgorajska Telewizja Kablowa nagrała film dokumentalny, opisujący życiorys polityka. W nagraniu wzięli udział historycy regionalni, jak i reprezentujący Instytut Pamięci Narodowej.

### Spór o pomnik w Biłgoraju
W 1987 w centrum miasta został postawiony pomnik poświęcony Józefowi Dechnikowi, mający formę kamiennego cokołu z umieszczonym na nim metalowym popiersiem. Autorem monumentu był prof. Sławomir Mieleszko, a koszty zostały pokryte z dobrowolnej składki obywatelskiej mieszkańców. Tablica na pomniku zawierała napis Budowniczy Polski Ludowej. W związku z kontrowersjami dotyczącymi pomnika, napis na tablicy został z czasem zmieniony na słowa Zasłużony dla Miasta Biłgoraj. Do 2019 przed pomnikiem odbywały się obchody Święta Pracy, organizowane przez biłgorajskie środowiska lewicowe. Pomnik ten wielokrotnie był dewastowany przez nieznanych sprawców, którzy oblewali go farbą.
Wojewoda lubelski Przemysław Czarnek, realizując zapisy tzw. ustawy dekomunizacyjnej, w 2018 wydał nakaz likwidacji pomnika. Spotkało się to ze sprzeciwem znacznej części mieszkańców miasta i wielu przedstawicieli władz samorządowych, którzy chcieli pozostawienia monumentu. W obronę obiektu zaangażował się m.in. burmistrz Janusz Rosłan. Protestowali nawet niektórzy dotąd niechętni Dechnikowi przedstawiciele środowisk prawicowych. Były poseł na sejm i działacz opozycji demokratycznej w PRL Henryk Wujec argumentował, że owszem, Józef Dechnik był członkiem komunistycznej partii, ale również jednym ze sprawców rozwoju Biłgoraja, przyczynił się m.in. do tworzenia zakładów pracy. Jego życie świadczy o tym, że w złym systemie komunistycznym były osoby, które potrafiły zrobić coś dobrego, a w momencie najtrudniejszym zachować się w sposób, który godny jest szacunku.
Wojewoda uzasadniał swoje stanowisko mówiąc, że ocena Instytutu Pamięci Narodowej w sprawie tej postaci jest jednoznaczna. Jeśli IPN twierdzi, że Dechnik był przede wszystkim funkcjonariuszem partii komunistycznej i to w okresie stalinowskim, to nie mam nic do powiedzenia, jak tylko likwidować pomnik.
Z powodów proceduralnych decyzja wojewody została unieważniona przez Ministra Kultury i Dziedzictwa Narodowego. Jednak ostatecznie, po trwającym przez kilka miesięcy sporze między władzami miejskimi i wojewódzkimi, pomnik został zdemontowany w maju 2019. Samorząd nie zdecydował się jednak na zniszczenie monumentu, który został zdeponowany na terenie miasta.

## Odznaczenia
- Order Budowniczych Polski Ludowej (1964)[21]
- Order Sztandaru Pracy II klasy
- Krzyż Komandorski Orderu Odrodzenia Polski
- Krzyż Oficerski Orderu Odrodzenia Polski
- Brązowy Medal „Zasłużonym na Polu Chwały” (1945)[22].
- Odznaka 1000-lecia Państwa Polskiego (1966)[23]